# Лудвиг (Лайнинген-Вестербург)
Вижте пояснителната страница за други личности с името Лудвиг.
Лудвиг фон Лайнинген-Вестербург (на немски: Ludwig von Leiningen-Westerburg; * 10 август 1557; † 22 август 1622) е граф на Лайнинген-Лайнинген-Вестербург от 1597 до 1622 г.

## Биография
Той е най-възрастният син на Филип I (1527 – 1597), граф на Лайнинген-Лайнинген-Вестербург, и първата му съпруга Амалия фон Цвайбрюкен-Бич (1537 – 1577), дъщеря на граф Симон V фон Цвайбрюкен-Бич († 1540). Баща му произлиза от благородническия род Лайнинген-Вестербург, който произлиза от род Дом Рункел, и при подялбата на графството Лайнинген-Вестербург между него и братята му основава страничната линия Лайнинген-Лайнинген. Чрез женитбата му с Амалия, той увеличава своето графство Лайнинген-Лайнинген с нейното наследство територията на имперското графство Риксинген в Лотарингия.
При измирането на графовете на Цвайбрюкен-Бич през 1570 г. Лудвиг получава една част от владенията им, между които е Оберброн в Елзас.
Лудвиг се жени през 1578 г. за Бернхардина фон Липе (* 14 октомври 1563; † 25 август 1628), третата дъщеря на Бернхард VIII (1527 – 1563), граф на Липе, и съпругата му Катарина (1524 – 1583), дъщеря на граф Филип III фон Валдек–Айзенберг.
През 1597 г. Лудвиг наследява графството на баща си. Той умира през 1622 г. и е погребан в Оберброн. След смъртта му неговото графство е поделено между двата му още живи синове. По-малкият, Филип II получава частта около имперското графство Риксинген, където основава страничната линия Лайнинген-Риксинген, която измира през 1705 г.; по-големият Йохан Казимир получава останалата собственост и продължава главната линия Лайнинген-Лайнинген, която измира през 1635 г. Най-малкият му син Лудвиг Емих става граф на линията Вестербург-Лайнинген-Оберброн, която измира през 1665 г.

## Деца
Лудвиг и Бернхардина фон Липе имат девет деца:
- Георг Филип (1579 – 1589)
- Амалия (1581 – 1582)
- Урсула Мария (1583 – 1638), ∞ 1606 за ландграф маршал Максимилиан фон Папенхайм (1580 – 1639)
- Симон (1584 – 1585)
- Амалия (1586 – 1604)
- Йохан Казимир (1587 – 1635), граф на Лайнинген-Лайнинген, ∞ 1617 за Марта фон Хоенлое-Вайкерсхайм (1575 – 1638)
- Анастасия (1588 – 1656), ∞ 1624 за граф Конрад Вилхелм фон Тюбинген († 1630)
- Филип II (1591 – 1668), граф на Лайнинген-Риксинген, ∞ 1618 за Агата Катарина Шенк цу Лимпург (1595 – 1664)
- Лудвиг Емих (1595 – 1635), граф на Вестербург-Лайнинген-Оберброн, ∞ 1624 за графиня Естер фон Еберщайн (1603 – 1682)